# Конфедерація Вабаш

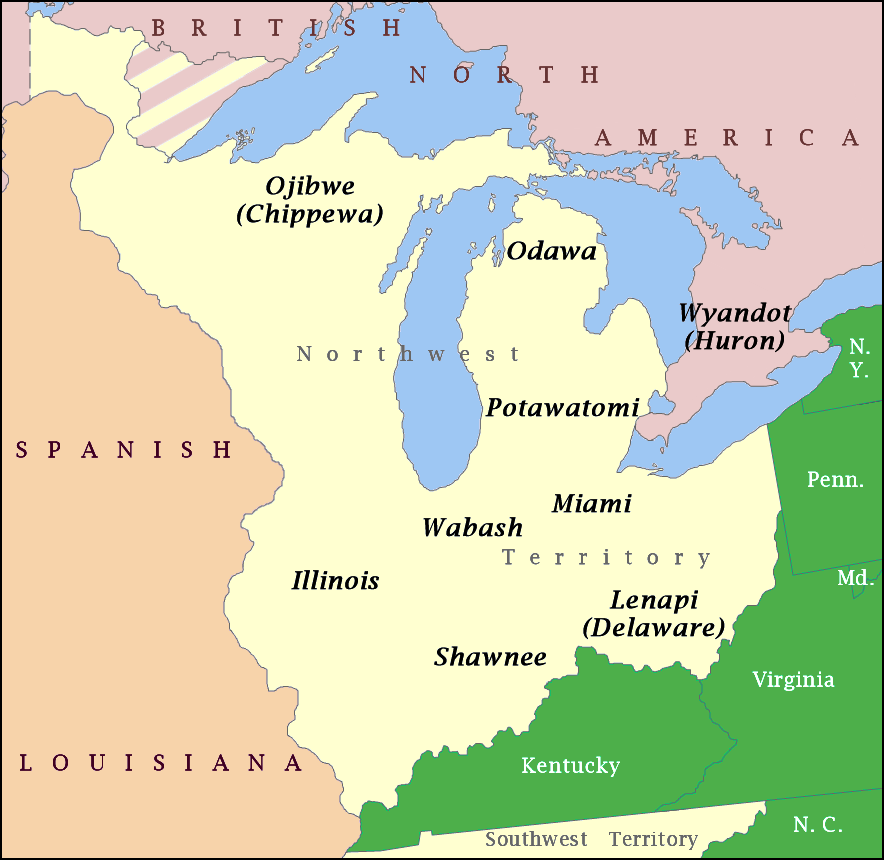
Карта племен, що формували конфедерацію Вабаш

Конфедерація Вабаш, також відома як конфедерація Вобаш (англ. Wabash Confederacy) — політичний та військовий союз корінних американців, що сформувався у XVIII столітті в районі річки Вобаш на території сучасних американських штатів Індіана, Іллінойс та Огайо. Альянс утворили племена піанкашо та веа, до якого пізніше приєдналися маскутени та більшість громад маямі та кікапу. Були також відомі як індіанці річки Вобаш. Конфедерація являла собою вільний союз індіанських поселень. У той час і в тому місці індіанські племена були меншими політичними одиницями, а села вздовж Вобаш були багатоплемінними поселеннями без централізованого уряду. Таким чином, конфедерація була нещільним союзом впливових сільських лідерів (іноді їх називають старостами або вождями).
У 1780-х роках глави Конфедерації Вабаш об'єдналися з більшою, вільною конфедерацією лідерів корінних американців у країнах Огайо та Іллінойсу, відомою як Північно-західна індіанська конфедерація, щоб колективно протистояти експансії США після їх війни за незалежність. У 1786 році посланець віандот на ім'я Скотош попередив Конгрес, що країни Вабаш, Твітві та Маямі завадять геодезистам США, і Конгрес пообіцяв репресії, якщо це станеться. Кульмінацією цього руху опору стала Північно-західна індіанська війна. Альянс із Західною Конфедерацією закінчився в 1792 році, коли конфедерація Вабаш підписала Грінвільський договір зі Сполученими Штатами.